# Щелкунов, Василий Иванович
Василий Иванович Щелкунов (1910—1974) — советский лётчик бомбардировочной авиации во время Великой Отечественной войны, Герой Советского Союза (16.09.1941). Генерал-майор авиации (3.08.1953).

## Довоенная биография
Родился 11 января 1910 года в деревне Прислон Большой ныне Котласского района Архангельской области в семье рабочего-речника. Русский.  Окончил 6 классов.
В Красной Армии с ноября 1928 года. В 1930 году окончил Военно-теоретическую школу лётчиков ВВС РККА в Ленинграде, в 1931 году — 2-ю военную школу лётчиков имени Осоавиахима СССР в Борисоглебске. С ноября 1931 года проходил службу в 8-й военной авиационной школе пилотов в Одессе: инструктор-лётчик, командир звена. В июле 1933 года был переведён на Дальний Восток и зачислен в 59-ю легкобомбардировочную авиационную эскадрилью ВВС Особой Краснознамённой Дальневосточной армии, где командовал звеном и отрядом. С июля 1937 года — командир отряда 49-й скоростной бомбардировочной авиаэскадрильи (Курск), с июня 1938 по декабрь 1939 — командир эскадрильи 51-го скоростного бомбардировочного авиаполка. Член ВКП(б)/КПСС с 1938 года. В 1940 году окончил Липецкие авиационные курсы усовершенствования ВВС РККА. С сентября 1940 года — заместитель командира 200-го дальнебомбардировочного авиационного полка 40-й дальнебомбардировочной авиационной дивизии.

## Великая Отечественная война
Участник Великой Отечественной войны с июня 1941 года в той же должности. В составе полка в условиях стремительного продвижения противника и его полного господства в воздухе наносил бомбовые удары по немецким войскам и коммуникациям в Прибалтике, под Псковом и Новгородом. С 10 по 30 августа 1941 года во главе сводной группы бомбардировщиков совершил 4 успешных налёта на столицу гитлеровской Германии — город Берлин.
Указом Президиума Верховного Совета СССР от 16 сентября 1941 года за образцовое выполнение боевых заданий командования на фронте борьбы с германским фашизмом и проявленные при этом отвагу и геройство майору Щелкунову Василию Ивановичу присвоено звание Героя Советского Союза с вручением ордена Ленина и медали «Золотая Звезда» (№ 538).
С сентября 1941 года был заместителем командира 7-го дальнебомбардировочного авиационного полка 40-й дальне-бомбардировочной авиационной дивизии Дальней бомбардировочной авиации. Сначала полк с аэродромов Рыбинск и Калязин поддерживал войска Северо-Западного фронта, с октября 1941 участвовал в битве за Москву, действуя с аэродрома Дягилево под Рязанью. В декабре 1941 года был отозван с фронта и назначен заместителем начальника по лётной подготовке 1-й Рязанской высшей школы штурманов и лётчиков (школа действовала в эвакуации в городе Карши Узбекской ССР).
С июля 1943 года по апрель 1945 года воевал заместителем командира 48-й авиационной дивизии дальнего действия АДД в составе 31 экипажа. Выполнял ряд наиболее ответственных заданий. Так, с ноября 1943 по апрель 1944 года возглавлял оперативную бомбардировочную авиагруппу (бомбардировщики «ДБ-3Ф»), которая с аэродромов на Кольском полуострове осуществляла налёты на вражеские объекты в Финляндии (аэродром Оулу), Норвегии, Баренцевом море (в целом выполнено свыше 300 вылетов, сам Щелкунов совершил 9 вылетов).
В июне—декабре 1944 года — командир авиагруппы особого назначения (12 транспортных самолётов «Си-47» и 12 дальних истребителей сопровождения Як-9ДД), которая базировалась на аэродроме города Бари в Италии и летала через Адриатическое море при оказании помощи Народно-освободительной армии Югославии. За полгода боевой работы группа полковника Щелкунова доставила на партизанские аэродромы в горах Югославии свыше 3000 тонн вооружения, боеприпасов и иных грузов, вывезла в госпитали союзников в Италию свыше 1600 тяжелораненых партизан. Сам Щелкунов выполнил 28 боевых вылетов в Югославию. Выполнил задание Ставки ВГК по доставке с острова Вос через линию фронта в Румынию для проведения переговоров Верховного Главнокомандующего НОАЮ маршала Югославии Иосипа Броз Тито. В конце декабря 1944 года вся авиагруппа полковника Щелкунова перелетела из Бари в освобождённый Белград, там передала самолёты в ВВС Югославии, а личный состав вернулся в дивизию. В. И. Щелкунов продолжил выполнять обязанности заместителя командира дивизии, которая к тому времени базировалась на аэродромы городов Лида (Белоруссия) и Бяла-Подляска (Польша) и вела боевую работу в интересах 1-го Белорусского фронта.
С 24 апреля 1945 года — командир 14-й гвардейской Краснознамённой Брянской авиационной дивизии (4-й гвардейский бомбардировочный авиационный корпус, 18-я воздушная армия), которая участвовала в Берлинской наступательной операции, поддерживая действия войск 1-го Украинского фронта). За отличия в эти боях дивизия получила второе почётное наименование «Берлинская» и стала именоваться «Брянско-Берлинской».
За годы войны совершил 74 боевых вылета, из них 69 — ночью.

## Послевоенная служба
После Победы до ноября 1947 года продолжал командовать этой дивизией, которая базировалась в Восточной Германии. В ноябре 1947 года направлен на учёбу. В 1949 году гвардии полковник Щелкунов В. И. окончил Высшую военную академию имени К. Е. Ворошилова и в январе 1950 года вернулся к командованию той же дивизией. С сентября 1950 года командовал 79-м гвардейским тяжёлым бомбардировочным авиационный корпусом в 50-й воздушной армии дальней авиации (корпус базировался в районе Бобруйска). После расформирования корпуса с августа 1953 года командовал 22-й гвардейской тяжёлой бомбардировочной авиационной дивизией (также размещалась в Белоруссии). Военный летчик 1-го класса. С января 1956 года генерал-майор авиации В. И. Щелкунов — в запасе.
Жил в городе Тамбове. Вёл большую общественную работу, был членом президиума Тамбовского областного отделения Советского комитета ветеранов войны. Скончался 28 октября 1974 года, похоронен на Воздвиженском кладбище Тамбова.

## Память

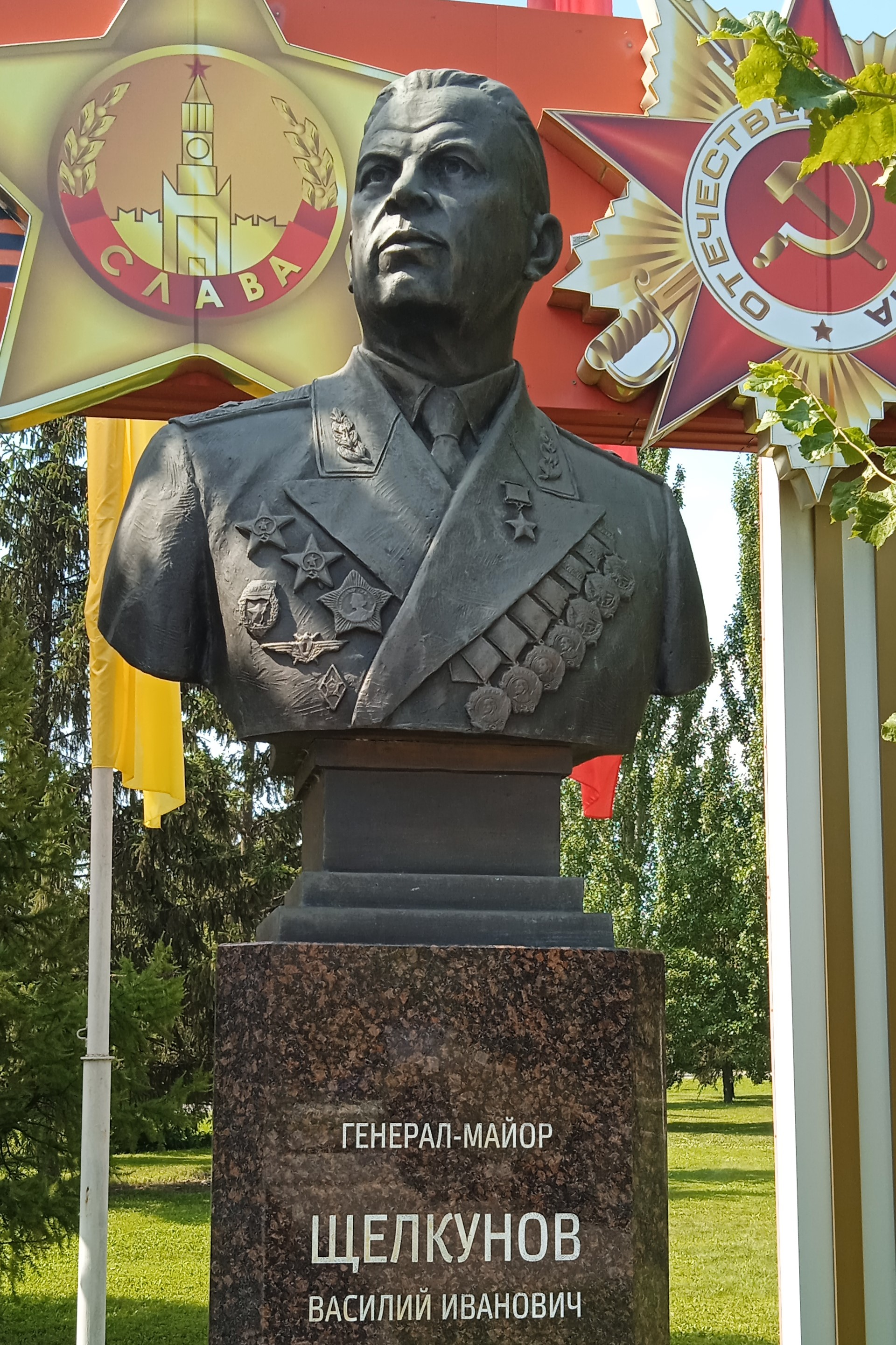
Бюст Василия Щелкунова в Тамбове

- В Парке Победы Тамбова установлен бюст Героя [6]
- Почётный гражданин города Великий Устюг (1972).
  - На родине Героя в Архангельской области его именем названа Удимская средняя школа.
- В Тамбове в память о нём установлена мемориальная доска.
- В 1975 году именем В. И. Щелкунова названа улица в Великом Устюге (бывшая Заводская).
- Памятная доска установлена 9 мая 1990 года на мемориальной стене в городском парке города Котлас.

## Награды
- Герой Советского Союза (16.09.1941)
- 4 ордена Ленина (16.09.1941, 5.06.1945, 18.08.1945, 4.06.1955)[7]
- 3 ордена Красного Знамени (8.08.1944, 20.06.1949, 22.02.1955)
- Орден Суворова 2-й степени (29.05.1945)
- 2 ордена Красной Звезды (3.11.1944, 1953)
- медали СССР
- Орден «Партизанская звезда» I степени (Югославия, 1944)[8].